# Mia Marianne och Per Filip

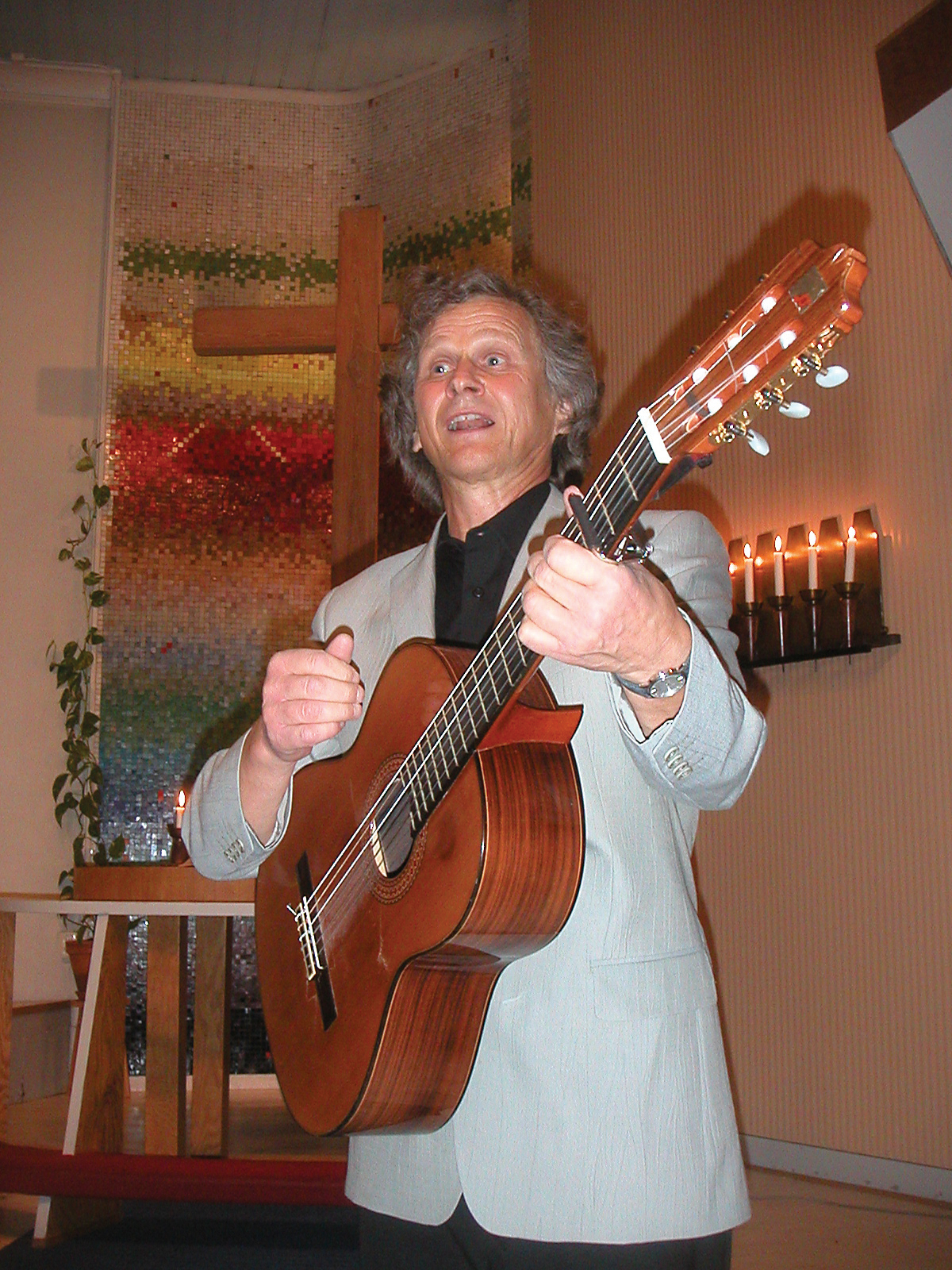
Per Filip 2003

Mia Marianne Waldenstad, född 29 maj 1943, och Per Filip Waldenstad, född 27 april 1943,  är en svensk sångduo med kristen musik som genre och som framträder under gruppnamnet Mia Marianne och Per Filip. Paret gifte sig 1964.
Båda är utbildade vid Musikhögskolan och Operaskolan i Stockholm. De har varit engagerade vid bland annat Dramaten, Riksteatern och  Kungliga Operan. Under sin karriär har de givit tusentals konserter, spelat in DVD/videofilmer och 27 CD-album, samt har gjort åtskilliga framträdanden i radio och TV. De har sjungit in över 300 titlar med en repertoar som består av allt från klassisk musik till visor och gospel. Duon har sålt åtskilliga guld- och platinaskivor.

## Diskografi
LP Mia Marianne och Per Filip
- 1972 – Visor av Filip Olsson, klockaren på Ornö
- 1974 – Ingen är ensam
- 1975 – Hand i hand
- 1976 – Sånger av ljus
- 1978 – Min barndoms jul
- 1978 – Där rosor aldrig dör
- 1981 – Operettpärlor
- 1982 – Mitt hjärtas sång
- 1983 – Ingen jul utan Jesus
- 1984 – Kärlekens ljus
- 1984 – En sång om Jesus
- 1985 – Bortom gyllne sol
- 1986 – Vandra mot en sommar
- 1987 – Jag hörde änglasång
- 1992 – Tjugo år på skiva (samlingsskiva)
- 1995 – Du är med mig
- 2006 – Våra mest älskade sånger (samlingsskiva)

Singel och EP
- 1978 – Ornö Gospelkör - Min barndoms jul / Kom ner till havets strand
- 1988 – Jag har en dröm / Ett liv i min hand
- (okänt) – Where the roses never fade

LP Mia Marianne
- 1979 – Vandrar du ensam
- 1986 – Du sköna jord

Singel Mia Marianne
- (okänt) – Av nåd / Kanske det är natt hos dig

LP Mia Marianne och Victoriakören
- 2012 – Sånger ur Victorias bönbok

Övrigt
- 1984 – En sång om Jesus och 6 andra titlar på Andliga sånger med Mia Marianne och Per Filip, Artur Eriksson, Torkel Selin och Victoriakören[6]